# Musique des Voltigeurs de Québec
 (janvier 2014).
 (février 2017).
Si vous disposez d'ouvrages ou d'articles de référence ou si vous connaissez des sites web de qualité traitant du thème abordé ici, merci de compléter l'article en donnant les références utiles à sa vérifiabilité et en les liant à la section « Notes et références ».

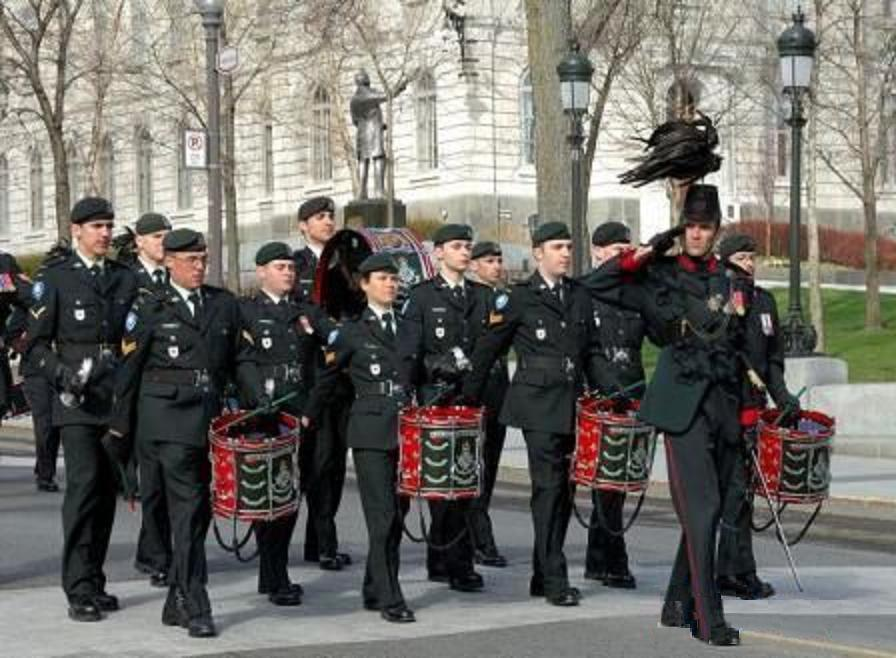

La musique des Voltigeurs de Québec est une unité de musiciens du régiment des Voltigeurs de Québec. Créée le 14 février 1866, elle représente un des symboles de l’union de la ville de Québec aux arts musical et militaire[réf. nécessaire]. La musique gagne rapidement en notoriété parmi les autorités et la population locale. L’année 1880, en particulier, est connue pour sa participation à la création du chant national (Ô Canada) lors du Congrès national des Sociétés St-Jean-Baptiste, le 24 juin. Les réorganisations suivant la seconde Guerre mondiale voient cette musique adopter la structure qu’on lui connaît actuellement. Actuellement, la musique des Voltigeurs de Québec compte environ quarante musiciens et participe à divers événements, y compris le Festival international de musiques militaires de Québec.

## Distinctions de la formation
La musique des Voltigeurs de Québec participe de façon régulière à plusieurs activités : parades, dîners régimentaires, messes et concerts. Ses musiciens sont, pour la plupart, de jeunes professionnels formés au conservatoire de Québec et à la Faculté de musique de l’Université Laval. Récemment, la musique lançait ses deux premiers disques compacts. Un premier disque éponyme, enregistré en 2005, illustre la diversité du répertoire d’orchestre militaire. Quant au deuxième album, il a été lancé en 2008 pour célébrer le 400e anniversaire de fondation de Québec.

## Directeur musical
Capitaine François Dorion
Natif de Charlesbourg, le capitaine François Dorion complète ses études secondaires au Petit Séminaire de Québec, où il commence son apprentissage musical au saxophone et à la percussion. Il poursuit sa formation musicale jusqu’à l’Université Laval en éducation musicale. En 1991, il se joint à la musique des Voltigeurs de Québec à titre de percussionniste.
À l’été 1993, il se rend au Domaine Forget pour suivre le stage de direction d’orchestre de Otto-Werner Mueller, chef et professeur à la Juilliard School of Music (New York). En 1994, il dirige l’Orchestre de l’Université Laval en concert. Quelques années plus tard, en 1997, il participe à un autre stage en direction d’orchestre à Ithaca, New York. Durant l’été 2004, il enseigne la direction d’orchestre à l’école de musique de la Réserve des Forces Canadiennes. En 1993, il fonde l’Harmonie de Charlesbourg, dont il assure toujours la direction musicale. En plus d’être professeur de musique au Séminaire Saint-François, le capitaine Dorion dirige la Musique des Voltigeurs de Québec depuis septembre 1997.